# Tan Son Nhat Lufthavn
Tan Son Nhat Lufthavn (vietnamesisk: Sân bay quốc tế Tân Sơn Nhất, engelsk: Tan Son Nhat International Airport (IATA: SGN, ICAO: VVTS) er en lufthavn beliggende nordøst for Ho Chi Minh-byen, Vietnam.
Dette er den største lufthavn i Vietnam. I 2011 tjente den 16.5 millioner passagerer. Denne lufthavn tjener 70% internationale ankomster i vietnamesisk lufthavne.

## Terminal 1 (indenrigs)
- Pacific Airlines (Danang, Hai Phong, Hanoi, Hue, Nha Trang, Vinh)
- Vietnam Airlines (Buon Ma Thuot, Can Tho, Chu Lai, Da Lat, Danang, Dong Hoi, Hai Phong, Hanoi, Hue, Nha Trang, Phu Quoc, Pleiku, Qui Nhon, Tuy Hoa, Vinh)
- Vietnam Air Service Company (Ca Mau, Con Dao, Da Nang, Rach Gia, Chu Lai, Tuy Hoa, Qui Nhon)

## Terminal 2
- AirAsia (Kuala Lumpur)
  - Thai AirAsia (Bangkok-Suvarnabhumi)
- Air China (Beijing, Nanning)
- Air France (Bangkok-Suvarnabhumi, Paris-Charles de Gaulle)
- All Nippon Airways (Tokyo-Narita)
- Asiana Airlines (Seoul-Incheon)
- Bangkok Airways (Bangkok-Suvarnabhumi)
- Cathay Pacific (Hong Kong)
- Cebu Pacific (Manila)
- China Airlines (Taipei-Taiwan Taoyuan)
  - Mandarin Airlines (Taichung)
- China Eastern Airlines (Shanghai-Pudong)
- China Southern Airlines (Guangzhou)
- EVA Air (Taipei-Taiwan Taoyuan)
  - Uni Air (Kaohsiung)
- Finnair (Helsinki) [seasonal]
- Garuda Indonesia (Jakarta, Singapore)
- Hong Kong Airlines (Hong Kong)
- Japan Airlines (Tokyo-Narita)
- Jetstar Asia Airways (Singapore)
- KLM (Amsterdam)
- Korean Air (Busan, Seoul-Incheon)
- Lion Air (Jakarta, Singapore)
- Lufthansa (Bangkok-Suvarnabhumi, Frankfurt)
- Malaysia Airlines (Kuala Lumpur)
- Nokair (Bangkok-Don Mueang)
- Pacific Airlines (Bangkok-Suvarnabhumi, Singapore)
- Philippine Airlines (Manila)
- Qantas
  - Jetstar Airways (Sydney)
- Qatar Airways (Doha)
- Royal Brunei Airlines (Bandar Seri Begawan)
- Royal Khmer Airlines (Siem Reap)
- Shanghai Airlines (Shanghai-Pudong)
- Shenzhen Airlines (Shenzhen)
- Singapore Airlines (Singapore)
- Thai Airways International (Bangkok-Suvarnabhumi)
- Tiger Airways (Singapore)
- Turkish Airlines (Istanbul)
- United Airlines (Hong Kong, Los Angeles)
- Vietnam Airlines (Bangkok-Suvarnabhumi, Beijing, Busan, Frankfurt, Fukuoka, Guangzhou, Hong Kong, Kaohsiung, Kuala Lumpur, Melbourne, Moscow-Domodedovo, Osaka-Kansai, Paris-Charles de Gaulle, Phnom Penh, Seoul-Incheon, Siem Reap, Singapore, Sydney, Taipei-Taiwan Taoyuan, Tokyo-Narita, Vientiane)
- Viva Macau (Macau)

## Fragtselskaber
- Cargoitalia (Dubai, Hong Kong)
- Cargolux (Luxembourg)
- China Airlines Cargo (Taipei-Taiwan Taoyuan)
- EVA Air Cargo (Taipei-Taiwan Taoyuan)
- Korean Air Cargo (Seoul-Incheon)
- Shanghai Airlines Cargo (Shanghai-Pudong)